# Kröbeln
Kröbeln ist der südlichste Ortsteil der Stadt Bad Liebenwerda im südbrandenburgischen Landkreis Elbe-Elster und liegt etwa 9 Kilometer südlich der Kurstadt unweit der Grenze zu Sachsen am Rande des Ziegrams, einem einstigen etwa 1000 Hektar großen Moor-, Sumpf- und Torfgebiet.
Der Ort besitzt derzeit 466 Einwohner.

## Ortsgliederung

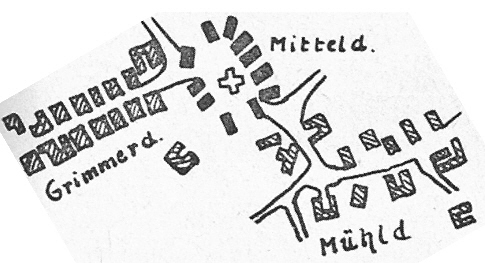
Siedlungsformen in Kröbeln

Kröbeln auf einer geschichtlichen Karte des Kreises Liebenwerda (1910).

Kröbeln bestand ursprünglich aus drei Dörfern, welche im Mittelalter unterschiedlichen Herrschaftsbereichen angehörten. Wahrscheinlich war das Mitteldorf eine Siedlung, an welche sich nach der deutschen Ostexpansion zuerst Grimmerdorf (Krymerstorf) und 1937 durch eine Zwangsvereinigung Mühldorf anschlossen.

### Siedlungsformen
Das Mitteldorf ist wahrscheinlich aus einer größeren, noch wenig geordneten Rundlingsform hervorgegangen, welche sich um einen Mittelplatz gruppiert, auf der nach der Osterweiterung die Kirche erbaut wurde. Der Westrand des Rundweilers wurde von der Kleinen Röder gebildet, an deren linken Ufer deutsche Kolonisten das Straßendorf Grimmerdorf errichteten. Südlich des Weilers entstand später das Mühldorf, mit dem Charakter einer Streusiedlung.

## Geschichte

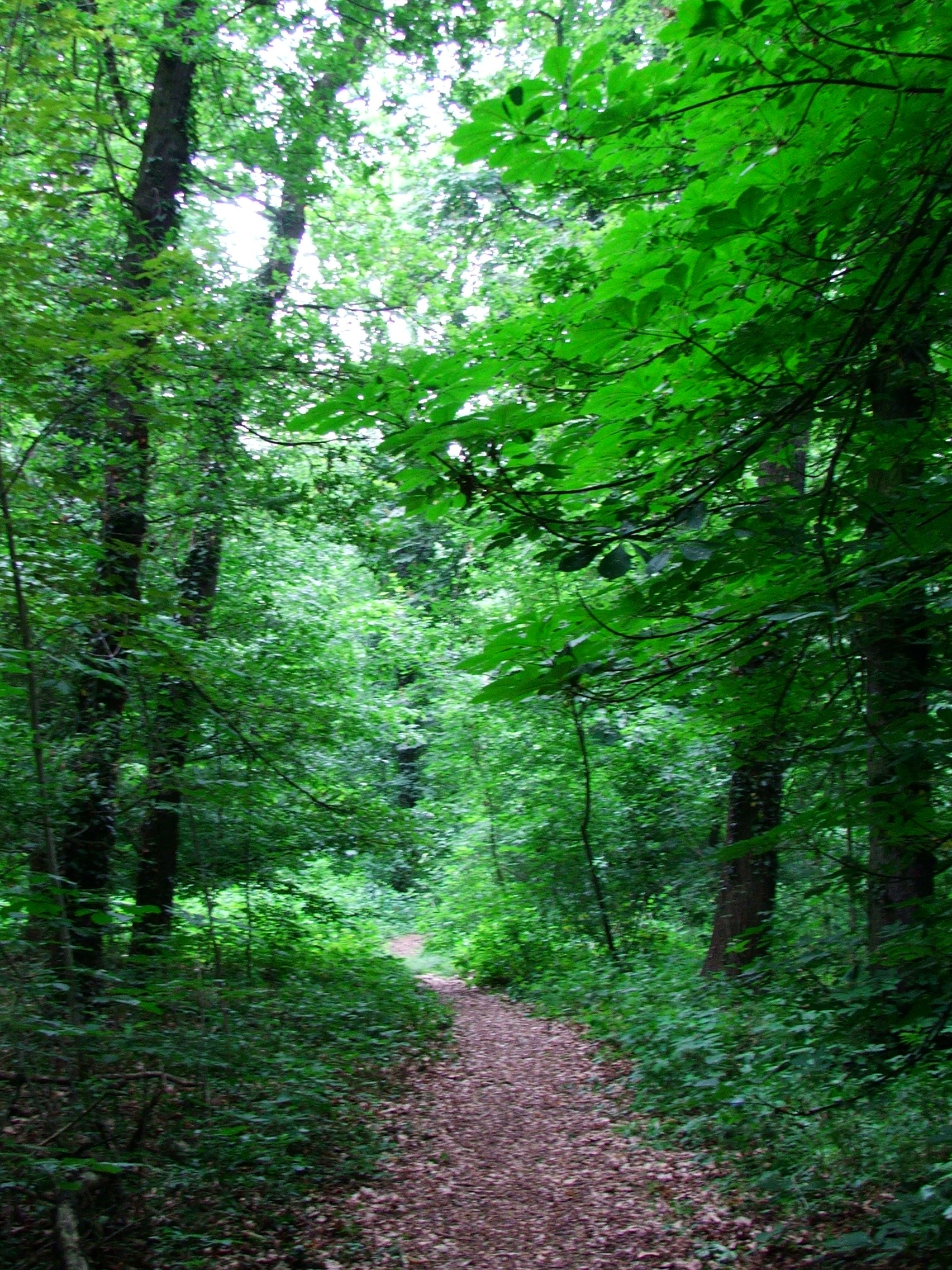
Weg durch den Burgwall

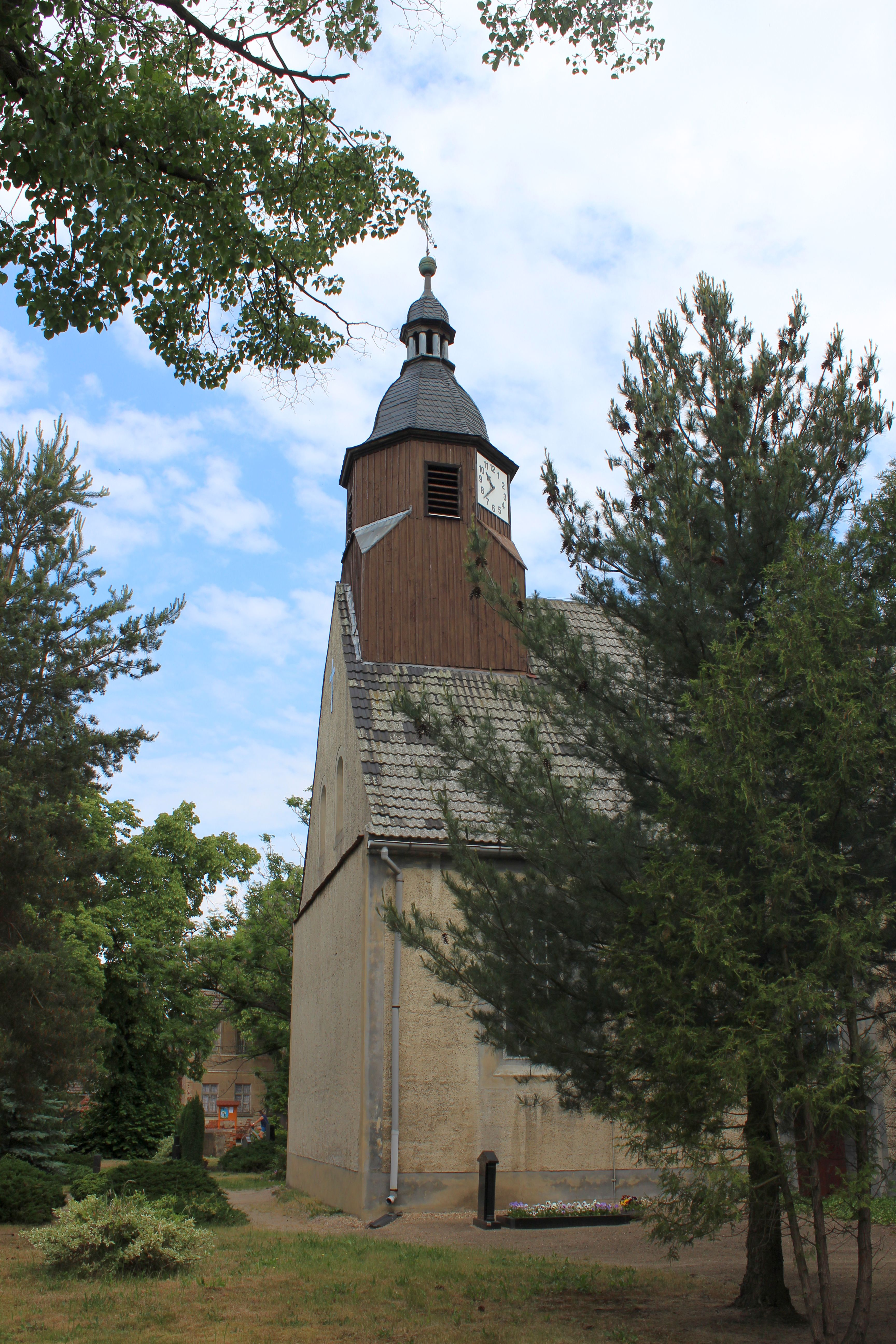
Dorfkirche

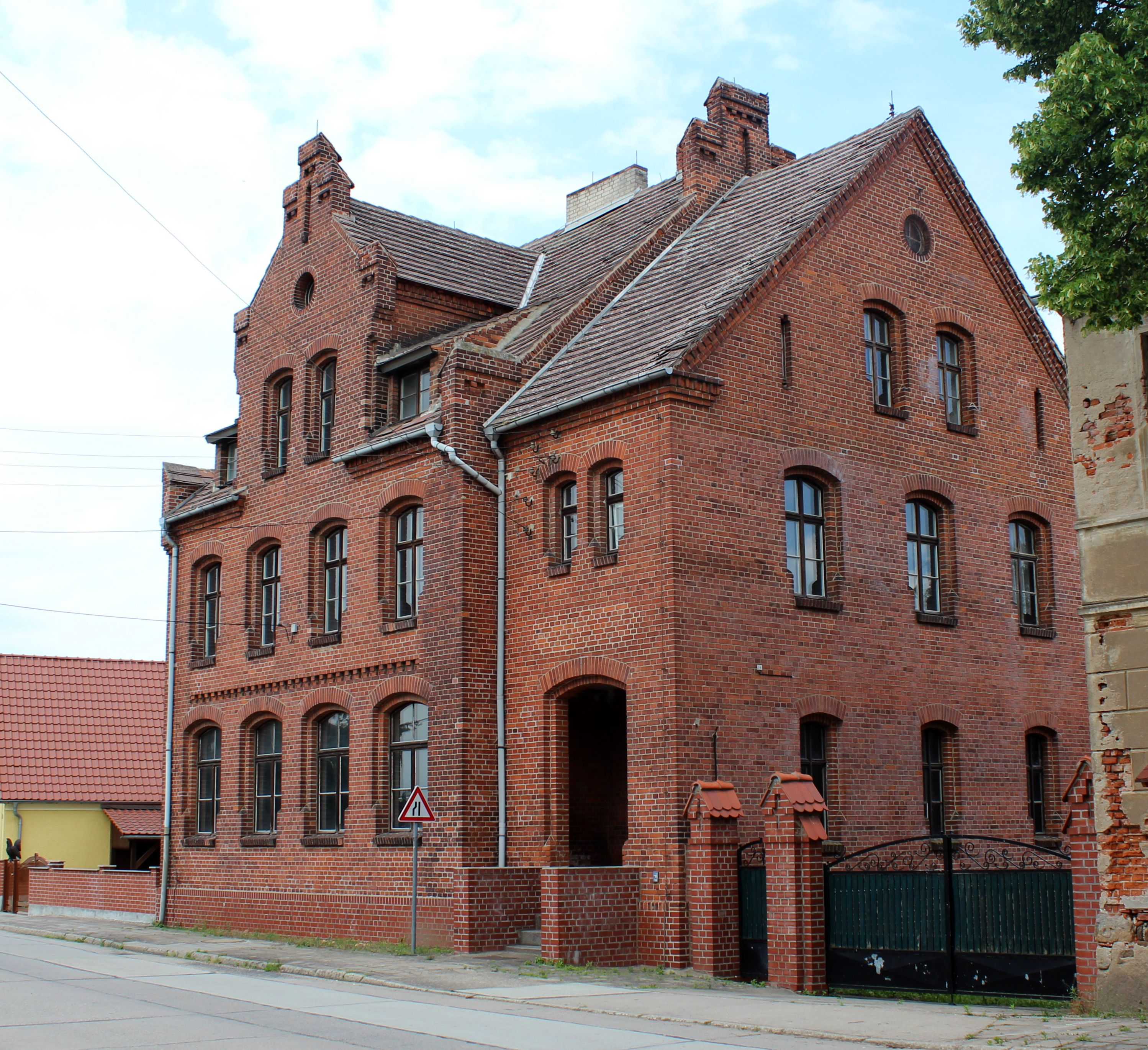
Alte Schule

In der Zeit zwischen später Bronzezeit und früher Eisenzeit entstand in der Nähe des Ortes ein Burgwall als Flieh- oder Schutzburg. Diese Erdburg maß ungefähr 400 Meter im Oval. Der Burgwall wurde in späterer Zeit von Stämmen der Germanen und Slawen genutzt. Am Rande des jetzigen Dorfes befindet sich außerdem ein Gräberfeld mit Urnen und Beigefäßen.
1289 Kröbeln wurde urkundlich das erste Mal genannt. Withego I., Bischof von Meißen, bestätigte die durch Ulrich von Pack in Mühlberg/Elbe vollzogene Verleihung des Zehnten zu „Croblin“ an das Mühlberger Kloster. 1408 erfolgte die erste Erwähnungen von Grimmerdorf (Krymerstorf). Konrad und Pope von Köckritz zu Saathain traten als Besitzer auf.
1443 fiel die Herrschaft Mühlberg, dazu gehörte auch Kröbeln, von Kursachsen in einem Tauschgeschäft gegen die Herrschaft Hohnstein an den böhmischen Adligen Hans Birke von der Duba.
Im 16. Jahrhundert hielt das Amt Liebenwerda abwechselnd in Kröbeln und Kosilenzien Gerichtstage ab. Gemeinsam mit den Bauern der Dörfer Hohenleipisch, Gorden, Bönitz, Kosilenzien und Zeischa wurden 1514 die Kröbelner mit einer Geldstrafe belegt, da sie zu Fastnacht ohne Genehmigung ein großes Biergelage veranstalteten. 1520 fiel Kröbeln nach dem Tode des ohne Erben verstorbenen Hinko Birke von der Duba mit der Herrschaft Mühlberg an das Sachsen der Albertiner. 1525 gab es im Ort offensichtlich Auswirkungen des Bauernkrieges. Die Einwohner bewarfen den Sarg des verstorbenen Pfarrers mit Steinen und wählen sich eigenmächtig einen neuen Prediger. Der Absicht, keine Zinsen und Zehnten der Kirche mehr geben zu wollen, begegnete die Obrigkeit mit „harten Ermahnungen“. 1529 lebten 19 Hüfner und 1 Gärtner im Ort. Der Pfarrer hatte eine Hufe Land zur Verfügung. Im Jahre 1537 wurde durch Blitzschlag eine Brandkatastrophe ausgelöst. Dabei leitete der Amtsschösser von Liebenwerda die Rettungsarbeiten. 1555 brach die Pest in Kröbeln aus.
Infolge des Dreißigjährigen Krieges sind 1637 nur noch 13 Hüfner im Ort. Sie besitzen lediglich 2 Ochsen und 3 Kühe. 1647 erfolgte die Erwähnung einer Mühle im Ort und 1681 gab es einen erneuten Ausbruch der Pest.
Nachdem in der Umgebung von Kröbeln 1693 Raseneisenstein gefunden wurde, erfolgte die Erteilung eines Privilegs zur Errichtung eines Eisenwerkes durch den vormals kurbrandenburgischen Eisenfactor Joh. Christoph Richter bei Kröbeln, auf Kröbelner und Saathainer Flur. Am 29. August 1711 wurde der Eisenhammer an Christian Gabriel Meyer, Amtsrichter von Uebigau verkauft. Dieser wollte die Produktion 1714 wieder aufnehmen. 1725 wurde für das Eisenwerk in Lauchhammer Raseneisenerz geliefert, ein Umstand, der für das tatsächliche Eingehen des Eisenhammers von Kröbeln spricht.
1731 erhielt die Gemeinde zum Bau der Kirche vom sächsischen Kurfürsten, August dem Starken, 30 Baumstämme. Diese wurde am 25. März 1734 eingeweiht. Der Orgelbauer Pfennig aus Kröbeln-Mühldorf errichtete 1768 die Kirchenorgel. Während der Napoleonischen Kriege litten die Bauern unter den ständigen durchziehenden Truppen. Französischer Soldaten fordern von den Bauern frische Pferde, Hafer und Wasser. 1838 wurde Kröbeln-Mühldorf aus der Parochie Nieska ausgepfarrt und kam zur Parochie Kröbeln. Zur Parochie Kröbeln gehörte außerdem Kosilenzien.
Am 21. Dezember 1888 erfolgte das Aufhängen und die Weihe der neuen 308 kg schweren Kirchenglocke. Diese wurde bei der Firma Ullrich in Apolda gegossen. 1892 wurde eine Kaiserliche Postagentur im Ort eingerichtet. Am 25. Oktober des gleichen Jahres fanden getrennte Gemeindevertretersitzungen in Grimmer- und Mitteldorf bzw. Mühldorf zwecks Zusammenlegung der Orte statt. Eine Vereinigung wird aber abgelehnt. Am 17. Mai 1909 legte die Gemeindevertretung Bedingungen für die Anlegung eines weiteren Fischteiches durch das Rittergut Saathain fest.
Am 28. März 1914 erfolgte eine Gemeindevertretersitzungen beider Dörfer. Der Landrat von Borke erläuterte das Projekt einer Eisenbahnlinie von Burxdorf über Elsterwerda nach Ortrand. Beide Dörfer wollten hier Aktien erwerben. Nachdem sich die Gemeindevertretungen 1918/19 noch einmal mit dem Projekt befassten, der geplante Aktienanteil sollte erhöht werden (Grimmer- und Mitteldorf 35.000 Mark und Mühldorf 20.000 Mark), scheitert es allerdings und diese Strecke wurde nie gebaut. 1921 erfolgte ein Neubau der Röderbrücke durch die Fa. A. Muschter aus Mühlberg/Elbe.
Nachdem in einer Gemeindevertretersitzung in Mühldorf 1936 eine Zusammenlegung mit Grimmer- und Mitteldorf gescheitert war, erfolgte am 1. April 1937 die Zwangsvereinigung von Kröbeln-Grimmer- und Mitteldorf und Kröbeln-Mühldorf zu Kröbeln.
Am 23. April 1945 traf die Rote Armee auf Kröbeln. Bei der im gleichen Jahr erfolgenden Bodenreform erfolgte die Aufteilung der Feldflur des Rittergutes Saathain. In Kröbeln erhielten drei Arbeiter 2,0369 ha Land.
Am 6. Dezember 1993 verlor die Gemeinde ihre politische Selbstständigkeit und wurde in die Stadt Bad Liebenwerda eingemeindet.

### Weitere historische Daten
- Cröbeln-Grimmerdorf besaß 1835 42 Wohnhäuser mit 277 Einwohnern 41 Pferde, 207 Stück Rindvieh und 30 Schweine.[5]
- Cröbeln-Mühldorf besaß 1835 25 Wohnhäuser mit 116 Einwohnern 21 Pferde, 118 Stück Rindvieh, 202 Schafe, 5 Ziegen und 21 Schweine.[5]
- Dem Ersten Weltkrieg fielen 34 Einwohner beider Ortsteile zum Opfer.
- Dem Zweiten Weltkrieg fielen 67 Einwohner zum Opfer.
- 1953 Gründung der LPG Typ III „Tag der Befreiung“
- 1965 Einweihung von Sportlerheim und Sportplatz
- 1976 Bau des Kindergartenneubaus mit 40 Plätzen

## Religion
Die lutherische Kirchengemeinde Kröbeln gehört zum Pfarrbereich Mühlberg im Kirchenkreis Bad Liebenwerda der Evangelischen Kirche in Mitteldeutschland. Auf katholischer Seite ist Kröbeln der Pfarrei St. Franziskus zugeordnet, deren Pfarrkirche die Herz-Jesu-Kirche in Bad Liebenwerda ist; die Gemeinde gehört zum Dekanat Torgau im Bistum Magdeburg.

## Sehenswürdigkeiten
Der von slawischen Stämmen vor etwa 3000–4000 Jahren angelegte Burgwall zählt heute zu den Bodendenkmälern im Landkreis Elbe-Elster. Direkt am neu erbauten Radwanderweg gelegen, lädt er ein zum Verweilen, Entspannen und auch zum Entdecken. Viele seltene Tier- und Pflanzenarten sind hier beheimatet.

## Persönlichkeiten
- Johann Christian Pfennig (1706–1787), Orgelbauer